# 하시모토시
하시모토시(일본어: 橋本市)는 일본 와카야마현 북동부에 있는 시이다.
기노강 중류 지역으로 이전에는 재목 운반과 고야산의 역참 마을로 번창했고 현재는 오사카의 주택 지역으로 인구가 증가하고 있다. 동서축의 게이나와 자동차도, 하시모토 도로 및 국도 24호선과 남북축의 국도 371호선, 하시모토 우회도로가 시내 중심부에서 교차해 교통 요충지로의 발전이 기대되고 있다.
매년 8월 15일에 열리는 "기노카와 잔치"에서는 불꽃이 밤하늘을 태워 많은 사람으로 떠들썩하다. 또 10월 중순에 열리는 시내 3사의 가을 축제에서는 장식한 수레가 시내를 행진한다. 2006년 3월 1일에 하시모토시와 고야구치정이 합병해 새로운 하시모토시가 되었다.

## 지리
주변이 산으로 둘러싸인 자연이 풍부한 시로 북부에는 대규모 뉴타운인 난카이하시모토 임간전원도시가 있는 등 해마다 개발이 진행되고 있다.

## 역사
- 1955년 1월 1일 - 이토군 하시모토정, 기미촌, 야마다촌, 기시카미촌, 스미다촌, 가무촌이 합병해 하시모토시가 되었다.
- 2006년 3월 1일 - 이토군 고야구치정과 하시모토시가 합병해 새로운 하시모토시가 탄생하였다.

## 교통

### 철도
- 서일본 여객철도 와카야마선
  - (← 야마토후타미역) - 스다역 - 시모효고역 - 하시모토역 - 기이야마다역 - 고야구치역 - (기이야마다역 →)
- 난카이 전기 철도 고야선
  - (← 아마미역) - 기미토게역 - 린칸덴엔토시역 - 미유키쓰지역 - 하시모토역 - 기이시미즈역 - 가무로역 - (구도야마역 →)

### 도로
- 게이나와 자동차도(일본어판)하시모토 도로)
- 국도 제24호선
- 국도 제370호선 (일본)(일본어판)
- 국도 제371호선 (일본)(일본어판)

## 인구
| 연도 | 인구   | ±%     |
| ---- | ------ | ------ |
| 1920 | 32,483 | —      |
| 1930 | 35,880 | +10.5% |
| 1940 | 37,178 | +3.6%  |
| 1950 | 46,516 | +25.1% |
| 1960 | 47,309 | +1.7%  |
| 1970 | 49,747 | +5.2%  |
| 1980 | 52,616 | +5.8%  |
| 1990 | 62,156 | +18.1% |
| 2000 | 70,469 | +13.4% |
| 2010 | 66,362 | −5.8%  |